# Mitracarpus hirtus
Mitracarpus hirtus là một loài thực vật có hoa trong họ Thiến thảo. Loài này được (L.) DC. mô tả khoa học đầu tiên năm 1830.